# Zăpodia (Colonești), Bacău
Zăpodia este un sat în comuna Colonești din județul Bacău, Moldova, România.